# 塚田浩二
塚田浩二（日语：／ Tsukada Kōji，1977年—）是一名日本資訊工程學者，現任公立函館未來大學副教授。2012年，他與栗原一貴共同研發遠端干擾人類發話的裝置「沉默槍」（Speech Jammer），並因此獲得搞笑諾貝爾獎聲學獎。

## 生平
2000年，塚田畢業於慶應義塾大學環境資訊學部，隨後進入慶應義塾大學大學院政策媒體研究科博士課程，並於2005年獲得博士學位（政策‧媒體），研究主題為「適用於泛在環境的次世代介面」。
2005年4月，他進入獨立行政法人產業技術綜合研究所擔任研究員，2008年3月成為御茶水女子大學特任助教。2010年10月，他兼任科學技術振興機構「さきがけ」計畫的研究員（截至2012年3月仍兼任御茶水女子大學職位）。2013年4月，塚田擔任公立函館未來大學副教授。

## 研究工作
他的研究領域包括應用於日常生活環境的使用者介面（「日用品介面」）與中介軟體開發，並致力於推動社會參與型的研究模式。

### 沉默槍
塚田因「沉默槍」獲得搞笑諾貝爾獎聲學獎。這是一款能夠干擾健談者發話的裝置，透過將其語音延遲不到1秒後透過揚聲器播放，讓使用者因聽見自己的延遲語音而影響說話流暢度，進而達到「阻止說話」的效果。

## 外部連結
- Koji Tsukada 塚田浩二のWebサイト